# Favosipora tincta
Favosipora tincta är en mossdjursart som beskrevs av Gordon och Taylor 200. Favosipora tincta ingår i släktet Favosipora och familjen Densiporidae. Inga underarter finns listade i Catalogue of Life.